# Hemibystra brunnescens
Hemibystra brunnescens är en stekelart som beskrevs av Heinrich 1968. Hemibystra brunnescens ingår i släktet Hemibystra och familjen brokparasitsteklar. Inga underarter finns listade i Catalogue of Life.